# Jaroslav Kudrna
Jaroslav Kudrna (* 5. Dezember 1975 in Hradec Králové, Tschechoslowakei) ist ein tschechischer Eishockeyspieler. Seit 2010 spielt er bei den Bílí Tygři Liberec in der tschechischen Extraliga.

## Karriere
Jaroslav Kudrna begann seine Karriere als Eishockeyspieler beim HC Hradec Králové, für den er von 1993 bis 1995 in der tschechischen Extraliga aktiv war. Anschließend wurde er im NHL Entry Draft 1995 in der sechsten Runde als insgesamt 142. Spieler von den San Jose Sharks ausgewählt, für die er allerdings nie spielte. Nachdem der Angreifer die Saison 1995/96 beim HC Pardubice verbracht hatte, wurde er für die Saison 1996/97 in den Kader des damaligen Farmteams der San Jose Sharks, der Kentucky Thoroughblades aus der American Hockey League, aufgenommen. Allerdings verließ er dieses Team nach nur sieben Spielen wieder und kehrte zum HC Pardubice zurück, für den er in den folgenden acht Jahren auf dem Eis stand.
Nach einem einjährigen Engagement beim HC Lasselsberger Plzeň unterschrieb Kudrna 2005 bei dessen Ligarivalen HC Oceláři Třinec, für den er die folgenden eineinhalb Jahre spielte, ehe er während der Saison 2006/07 vom HK Metallurg Magnitogorsk aus der Russischen Superliga verpflichtet wurde. Mit Magnitogorsk wurde er am Ende der Spielzeit erstmals in seiner Laufbahn Russischer Meister. Zudem gewann er im folgenden Jahr mit seiner Mannschaft den IIHF European Champions Cup. In der Saison 2008/09 erreichte Kudrna mit Metallurg das Finale der neugegründeten Champions Hockey League, in dem er mit seinem Team den ZSC Lions aus der Schweiz unterlag.
Seit 2010 spielt er wieder in der tschechischen Extraliga für die Bílí Tygři Liberec.

### International
Für Tschechien nahm Kudrna an der U20-Junioren-Weltmeisterschaft 1995 teil, bei der er mit seiner Mannschaft den sechsten Platz belegte.

## Erfolge und Auszeichnungen
- 2007 Russischer Meister mit dem HK Metallurg Magnitogorsk
- 2008 IIHF-European-Champions-Cup-Gewinn mit dem HK Metallurg Magnitogorsk
- 2009 2. Platz Champions Hockey League mit dem HK Metallurg Magnitogorsk
- 2009 KHL All-Star Game

## KHL-Statistik
(Stand: Ende der Saison 2010/11)